# Храстовидна аморфа
Храстовидната аморфа (Amorpha fruticosa), също черна акация, е цъфтящ храст от семейство Бобови (Fabaceae). Видът се среща в Северна Америка – САЩ, Югоизточна Канада и северните части на Мексико, но е пренесен и в други региони, включително и България. Расте бързо и бързо се възобновява. Чувства се еднакво добре при суша и наводнявания. Лесно се приспособява към различните почвени условия. Цъфти от средата на пролетта до началото на зимата.
Инвазивен вид за Европа (изкуствено привнесен, който се аклиматизира успешно и се разпространява, конкурирайки и измествайки местните видове).

## Устройство
Достига до височина 3 – 6 m. Листата са сложни, нечифтоперести и се състоят от до 25 листчета с форма на елипса.
Цветовете са дребни, пурпурни, червени, виолетови, с жълти тичинки и имат аромат. Събрани са на гъсто във връхни изправени съцветия. Плодът е едносеменен дребен боб.

## Приложение
Използва се главно в градинарството за декорация, както и за укрепване на ровини, насипи и други, защото корените образуват много издънки. Използва се и във фармацията.